# Baderban
 (octobre 2012).
Baderban est un village de la province de Kermanshah en Iran,.

## Population
Baderban a 800 habitants, 400 hommes et 400 femmes. Approximativement la moitié des hommes et la moitié des femmes sont alphabétisées. Les gens du village sont chiite musulmans et quelques-uns des habitants de ce village sont les descendants de Musa al-Kazim. Certaines personnes vivent dans Baderban Kermanshah ville. À Baderban, les gens parlent des dialectes de la langue Laki. Baderban est le gardien de 108 ménages.